# Rio Macabuzinho
Rio Macabuzinho é o principal afluente do Rio Macabu. Nasce nas serras do Monte Cristo, Piabas e Boa Esperança no município de Conceição de Macabu. Seu curso é parcialmente encachoeirado, onde é aproveitado para o abastecimento hídrico da cidade de Conceição de Macabu através da adutoras de Monte Cristo e Piteira. Cerca de 30% do abastecimento de água da cidade é fornecida por esse rio.

## Toponímia
Macabuzinho é o diminutivo de Macabu, referência ao Rio Macabu, do qual é o principal afluente. O Rio Macabuzinho nasce, tem todo seu curso e deságua inteiramente no município de Conceição de Macabu. Seu percurso é de aproximadamente 20 Km, situando-se quase totalmente na área urbana.